# Goya (film 1951)
Goya è un cortometraggio documentario del 1951 diretto da Luciano Emmer e basato sulla vita del pittore spagnolo Francisco Goya.

## Riconoscimenti
- Festival di Berlino 1951: Placca d'Argento: Miglior Film Artistico/Scientifico (Luciano Emmer)